# 己酸乙酯
己酸乙酯（又名正己酸乙酯），是一种无色至淡黄色果香液体。相对密度0.9037（25°C）。熔点-67°C，沸点228°C。折射率1.4241（20°C）。不溶于水，溶于乙醇、乙醚。低毒。由己酸与乙醇在硫酸催化下酯化，再经中和、水洗、分馏而得。用于有机合成。用作食用、酒用、烟用香精。